# Amanat Bagdad
Amanat Bagdad (arabski:نادي امانة بغداد) – iracki klub piłkarski z siedzibą w stolicy kraju - Bagdadzie

## Historia
1 lipca 1957 roku Al-Baladiyat (arabski:البلديات) powstał na skutek połączenia Maslahat Naqil Al-Rukab (arabski:مصلحة نقل الركاب) oraz Esalet Al-Mae (arabski:إساله الماي). W 1977 Al-Amana (arabski:الأمانة) powstał w wyniku fuzji Al-Baladiyat oraz Amana Al-Asama. 5 kwietnia 2009 roku klub został przemianowany na Bagdad FC. W 2014 zaś przyjął obecną nazwę Armanat Bagdad

## Stadion
Stadionem Armanatu jest Armanat Bagdad Stadium oddany do użytku w 2011 roku. Może pomieścić do 3000 widzów.

## Skład
| Nr | Poz. | Piłkarz                |
| -- | ---- | ---------------------- |
| 4  | PO   | Meeland Falah          |
| 5  | OB   | Ikechukwu Okorie       |
| 7  | OB   | Sattar Jabbar          |
| 9  | PO   | Sajad Hussain          |
| 10 | NA   | Marwan Abbas (Captain) |
| 15 | OB   | Ali Mohamed Ala Allah  |
| 18 | OB   | Ayman Rzaiej           |
| 22 | BR   | Ali Apo Hmra Ali       |
| 24 | PO   | Abdullah Abd Al Amir   |
| 27 | PO   | Omar Saheb             |
| 29 | OB   | Rida Nasr Allah        |
| 30 | PO   | Amissah Assan          |
| 33 | NA   | Mohmed Sabah M         |

| Nr | Poz. | Piłkarz         |
| -- | ---- | --------------- |
| 36 | PO   | Jasim Mohammed  |
|    | BR   | Saqr Ajeel      |
|    | BR   | Rybaz Yusuf     |
|    | BR   | Haider Mohammed |
|    | OB   | Waleed Bahar    |
|    | OB   | Malek Khaled    |
|    | OB   | Kareem Deli     |
|    | OB   | Mahmood Ayal    |
|    | PO   | Aqeel Abbas     |
|    | NA   | Rami Rahim      |
|    | NA   | Amir Mithaa     |
|    | PO   | Abbas Kadhim    |
|    | OB   | Mohammed Moussa |
|    | NA   | Abdul Hadi      |

## Osiągnięcia

### Drużynowe
- Iracki FA Cup - 3

1956–57, 1960–61 (Maslahat Naqil Al-Rukab), 1958–59 (Amana Al-Asama)
- League of the Institutes - 2

1964–65, 1970–71 (Maslahat Naqil Al-Rukab)

### Indywidualne
Puchar Konfederacji w piłce nożnej 2009
Następujący piłkarze reprezentowali kadrę na turnieju:
- Essam Yassin